# 劉易斯與克拉克級物資補給艦
劉易斯與克拉克級物資補給艦是一種物資補給艦，由美国海军军事海运司令部运营。该级船舶均以美国著名探险家和先驱者的名字命名。

## 发展

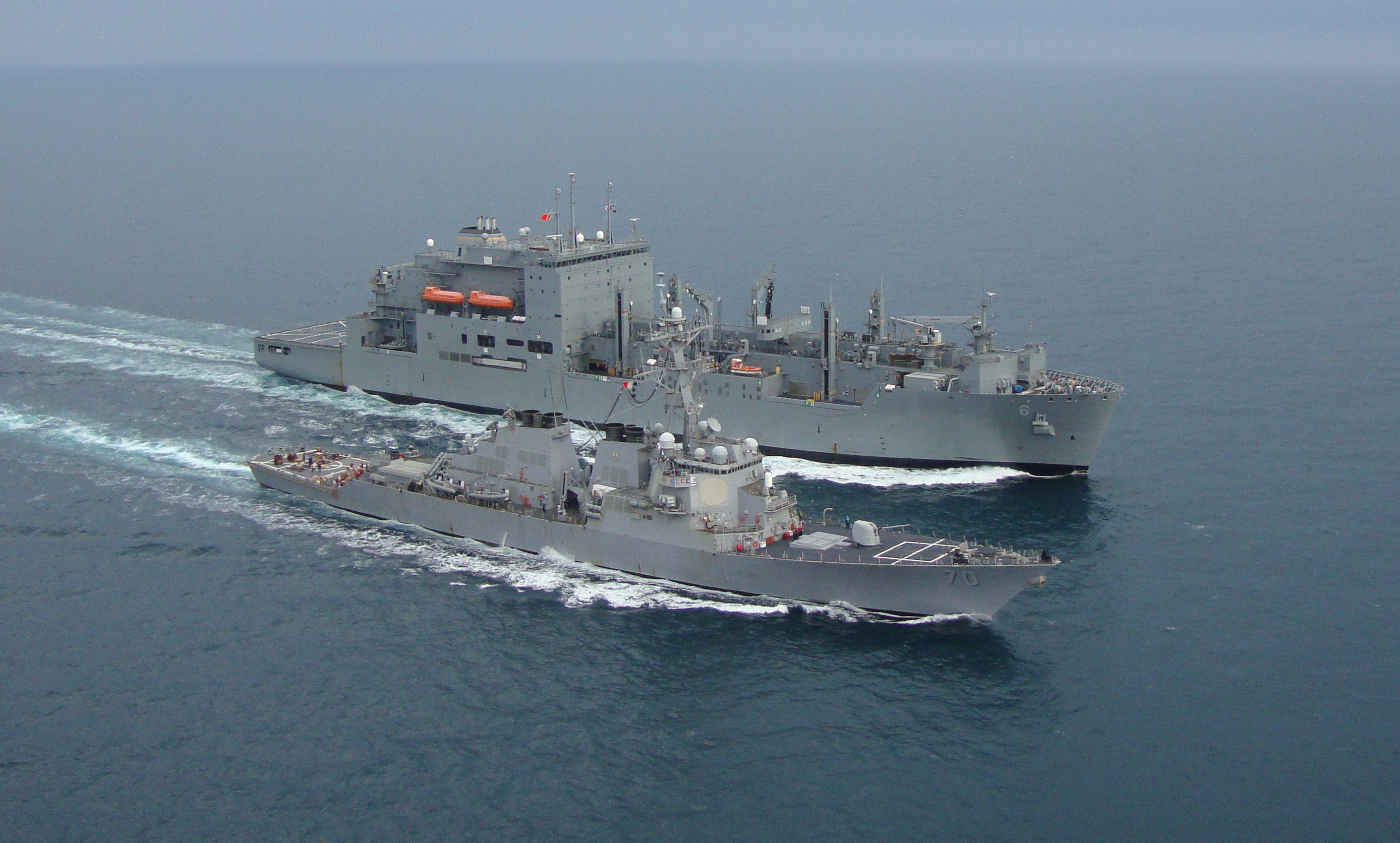
阿米莉亚·埃尔哈特正在与进行补给，2009年11月

劉易斯級和克拉克級艦艇取代了現有的十八艘馬爾斯級和天狼星斯級戰鬥支援艦以及基拉韋亞級彈藥補給艦。 當與亨利·J·凱澤級油料補給艦協同作戰時，劉易斯級和克拉克級取代了薩克拉門托級快速戰鬥支援艦。 十四艘船中的第一艘是美國海軍劉易斯號和克拉克號(T-AKE-1)，於2006年6月在軍事海運司令部(MSC) 服役。這些船是按照商業標準而不是軍用標準建造的。這樣做是為了最大限度地降低成本並展示在民用市場上建造船舶的競爭能力。 儘管這些船舶是按照商業標準建造的，但它們配備了各種功能，以提高在惡劣環境下的生存能力，包括消磁、某些設備的抗衝擊硬化、應急電源和通信系統，以及增強消防和穩定性等領域的損害控制能力。 這些艦艇配備了被動防禦系統，可防禦水雷和魚雷，並具有 ABC（原子、生物和化學）對抗措施；這些艦艇還為額外的自衛武器預留了空間和重量。 該級船舶均以美國著名探險家和先驅者的名字命名。國家鋼鐵造船公司(NASSCO) 於2001年10月獲得詳細設計和建造合同。該級第14艘船於2012年10月24日交付。隨著該級進入批量生產，國家鋼鐵造船公司(NASSCO) 提高了學習和生產效率，從而大幅減少了從船體到船體的勞動時間。到船體。 例如，生產T-AKE-7所需的工時不到生產T-AKE-1的50%，並且總施工時間減少了37%。

## 用途
作為軍事海運司令部 (MSC) 海軍艦隊輔助部隊 (NFAF) 的一部分，該船的任務是向航母戰鬥群和其他海軍部隊運送彈藥、給養、物資、備件、飲用水和石油產品，充當運輸艦船或車站船。T-AKE-1和-2被分配到兩個現役海上預置艦中隊之一，永久部署在西太平洋和印度洋。雖然其配置與T-AKE-3至-14相同，但其任務是選擇性卸載貨物，為美國海軍陸戰隊岸上部隊提供補給和保障。 T-AKE 的主要任務是提供後勤運輸，向美國和盟軍海上船隻運送貨物（彈藥、食品、有限數量的燃料、維修零件和船舶儲存物品）。在其次要任務中，T-AKE可能需要與亨利·J·凱撒級(T-AO 187)艦隊補給加油船協同作戰，作為替代站船，為航母打擊中的艦艇提供直接後勤支持團體。

## 历史
2008年2月8日，美国军事海运司令部最新级舰艇的第一艘干货/弹药船“刘易斯和克拉克”号在首次部署后返回弗吉尼亚州诺福克海军基地。
该舰成功完成了对美国中央司令部作战区域为期六个月的航行，为美国海军舰艇提供补给，为波斯湾、非洲之角周围、索马里全境以及赤道以外的地区提供后勤支持。
USNS Sacagawea(T-AKE-2)于2008年12月11日在美国海军第五舰队作战区域开始首次部署。
2008年7月24日，美国海军理查德·E·伯德号(T-AKE-4) 进入美国海军第七舰队作战区域，标志着第一艘刘易斯和克拉克级战斗后勤支援舰抵达52,000,000-平方英里（130,000,000-平方） 地区。 

## 艦名列表
| 中文艦名           | 舷號     | 下水日期   | 服役日期   | 現況   | MSC页面                |
| ------------------ | -------- | ---------- | ---------- | ------ | ---------------------- |
| 劉易斯與克拉克號   | T-AKE-1  | 2005-05-21 | 2006-06-20 | 服役中 | （页面存档备份，存于） |
| 薩卡加維亞號       | T-AKE-2  | 2006-06-24 | 2007-02-27 | 服役中 | （页面存档备份，存于） |
| 艾倫·謝潑德號      | T-AKE-3  | 2006-12-06 | 2007-06-26 | 服役中 | （页面存档备份，存于） |
| 理查德·伯德號      | T-AKE-4  | 2007-05-15 | 2008-01-08 | 服役中 | （页面存档备份，存于） |
| 羅伯特·E·皮里號    | T-AKE-5  | 2007-10-27 | 2008-06-05 | 服役中 |                        |
| 阿米莉亞埃爾哈特號 | T-AKE-6  | 2008-04-06 | 2008-10-30 | 服役中 | （页面存档备份，存于） |
| 卡爾·布拉希爾號    | T-AKE-7  | 2008-09-18 | 2009-03-04 | 服役中 | （页面存档备份，存于） |
| 沃利·施艾拉號      | T-AKE-8  | 2009-03-08 | 2009-09-01 | 服役中 | （页面存档备份，存于） |
| 馬修·佩里號        | T-AKE-9  | 2009-08-16 | 2010-02-24 | 服役中 | （页面存档备份，存于） |
| 查爾斯·德魯號      | T-AKE-10 | 2010-02-27 | 2010-07-14 | 服役中 | （页面存档备份，存于） |
| 華盛頓錢伯斯號     | T-AKE-11 | 2010-09-11 | 2011-02-23 | 服役中 | （页面存档备份，存于） |
| 威廉·麥克萊恩號    | T-AKE-12 | 2011-04-16 | 2011-09-29 | 服役中 | （页面存档备份，存于） |
| 梅德加·埃弗斯號    | T-AKE-13 | 2011-10-29 | 2012-04-24 | 服役中 | （页面存档备份，存于） |
| 塞薩爾·查韋斯號    | T-AKE-14 | 2012-05-05 | 2012-10-24 | 服役中 | （页面存档备份，存于） |